# 事件屋稼業 (漫画)
『事件屋稼業 TROUBLE IS MY BUSINESS』（じけんやかぎょう）は、原作・関川夏央、画・谷口ジローによる漫画。1979年12月から1980年4月まで「漫画ギャング」誌(双葉社 刊)に掲載されたが、その後、同誌が休刊となり、1981年にアクションコミックスから単行本化される。
その後、タイトルを『新・事件屋稼業』として1982年頃に掲載誌を「週刊漫画ゴラク」に移して連載開始。同誌には1994年12月まで連載された。

## あらすじ
深町丈太郎は「トラブル・イズ・マイ・ビジネス」を合い言葉にする夜の底を生きる探偵。腕はよいが、金に汚く、そのくせ時折損得抜きの仕事にのめり込む丈太郎と、暴力団幹部の黒崎、悪徳警官・五島田らがおりなす、ユーモア・ハードボイルド・コミック。
深町丈太郎の探偵事務所は横浜市中区関内に所在と設定されている。

## 登場人物
双葉社から刊行されている『事件屋稼業1 - 6』に主要登場人物の詳細な紹介がされているので、ここではごく簡単な紹介にとどめる。
深町丈太郎
愛称シャーク深町……だが、半ば自称で他からそう呼ばれることはまず無く「フカ」と呼ばれることが多い。1948年11月25日、神奈川県川崎市生まれ、
射手座。高校生の頃は水泳(バタフライ)の国体の強化選手だったせいか、体力には自信がある。
杉本歯科医院の3階を間借りして「シャーク・インベスティゲイション・オフィス」を開業する。金に汚い反面、時折損得抜きの仕事にのめり込む。
妻・川島澄子とは生活観の違いから離婚しているが、未練を残している。一人娘・カオリがいて度々電話で連絡を取っており、滞りがちな養育費の支払いが生きがいになっている。
終盤では杉本歯科医が結婚したためにビルを追い出され、澄子の再婚相手を殴ったことに対する慰謝料の返済などもあり、地下鉄工事作業員として住み込みで働きつつ宿舎に事務所を構えるようになる。その後再び杉本歯科に呼び戻され、共同経営の「フルムーン探偵社」を立ち上げる。
深町丈太郎の生年月日は、1巻では12月となっているが6巻の「深町丈太郎年譜」では11月25日となっている。生年はどちらも1948年。
黒崎潤一
1940年、東京都生まれ。インテリヤクザで深町丈太郎の年長の友人。独身。のち暴対法の制定を受けて黒崎興業を起こし経済ヤクザとなる。物語の進行と共に時間が過ぎるにつれて丸くなり、深町や五島田、森山らと共にいずれは老人ホームを経営しようなどと話したこともある。終盤では自身のインタビューに訪れた若い女性記者と交際を始め、やがて結婚するも、その後に事故死。「損をしない限り他人に親切」「金のために生き愛のために死ぬ」「民主的とは悪党の逃げ口上だ」などの名言がある。
川島カオリ
1972年生まれ。深町丈太郎と川島澄子の一人娘。両親の離婚後は澄子に育てられているが、丈太郎とも月1回会っている。母の頭脳と父の図々しさを受け継いでおり、頭はよいがコケティッシュで少々生意気。作中で幾度となく登場する澄子とカオリの写真は幼児期のもので、丈太郎の撮影と想われる。初登場は小学高学年か中学生だが、終了時には大学生になっており、中国で料理店経営を考えるようになっていた。
川島澄子
1946年、新潟県生まれ。新潟県立新潟高等学校、東京医科歯科大学卒業。大学の研修医をしていた頃に、医療廃棄物焼却のアルバイトをしていた深町丈太郎と知り合い結婚する。長女カオリを得るも、探偵稼業にのめり込んで家庭を顧みない丈太郎と離婚し、現在独身。終盤で同僚の医者と再婚するも、ほどなくして再び離婚。しかし丈太郎に未練を残している様子が、作中に時折描かれている。
杉本歯科医
1948年4月29日生まれ。深町丈太郎が間借りしている杉本歯科医院の女医。独身。短身肥満体・黒縁丸眼鏡・パンチパーマで美貌とは言い難い。治療も乱暴なようで、治療を受けている患者がいつも「あががががぁぁぁぁ!」とうめき声を上げて涙を流している。丈太郎同様に金に汚いが、ビル、マンション数棟を所有する金持ち。また若い頃から銃に詳しく、中でもルガーP08が好み。
五島田正春
横浜港署捜査課強行犯係に籍を置く悪徳警官。部下の森山金次とともに暴力団と癒着し、黒崎から小遣い銭をせびったり、深町丈太郎にたかったりしている。五島田・森山ともきわめて薄情だが、たまに人情味を見せることもある。恐妻のせいで多額の借金を背負った森山が強盗未遂事件を起こしたのを契機に、東条ポリス金融を経営する悪徳白バイ警官・東条英夫も仲間に加わり、「マムシの3兄弟」と呼ばれる。終盤に五島田は杉本歯科医と結婚し同棲を始めるが、ほどなく離婚した。
フグの立ち泳ぎ
本名不詳。護身用22口径ピストルから対戦車砲まで幅広くリースする港の銃専門のリース屋。深町丈太郎が大きな事件に首を突っ込みすぎて命を懸ける時、銃を借りに来る。ただし借りていくのはいつも安い粗悪な銃。
ジョー
本名不詳。深町丈太郎たちがよく行く関内のバー「ロス・リンドス」のバーテンダー。職業柄、無口。

## 作品リスト
- クリスマスの贈り物
- 乾いた花 ‐ 黒崎、フグの立ち泳ぎ初登場
- 補償の法則
- ソクラテスの女房
- 劇画'80 ‐ 五島田、森山初登場
- 復讐のメロディー
- あの日に帰りたい
- フェイク・エンディング ‐ ここまでが『事件屋稼業』として「漫画ギャング」に連載された作品であり、以降の作品は「漫画ゴラク」に連載されている。
- いちばん大切なもの
- 気やすく呼ぶな
- 酔いしれて
- 伝言を頼む
- 若干の決意あり
- 父親参観日
- 手編みの味
- なつかしいルネへ
- やせがまん
- 愛は世界をほろぼす
- 死ぬにはまだ早い
- 市民の生活
- おとなはわかってくれない
- みんな病気
- 白ネコ黒ネコ
- 組織暴力
- 生者の驕り
- 極道の条件
- 気楽な商売 ‐ 森山金次が銀行強盗未遂、東条英夫初登場
- 思い出を射ち抜く
- 四つの現代化
- アレックスからの伝言
- 災厄の町
- 正義は花ざかり
- 18年の不在
- 裁きはわがもの
- さびしいひとびと
- 人生とはなんだ
- 老後の楽しみ
- 探偵の小さな秋 ‐ 川島澄子再婚
- 憂国
- 世紀末は近いぜ ‐ 五島田と杉本女医が結婚
- ゆくものはかくのごときか
- 人生絶好調 ‐ 黒崎事故死
- 女帝たち ‐ 五島田と杉本女医離婚
- 事件屋は不滅さ ‐ 川島澄子再度の離婚、丈太郎と杉本女医がフルムーン探偵社設立

## エピソード
- 尚、題名はレイモンド・チャンドラーが生み出した探偵フィリップ・マーロウが活躍する小説に倣って名付けられた。

- 以前から、劇画原作を量産していた関川と、その劇画を担当していた谷口との共作は数多く製作されていた。

- また、本作は後に大ヒットする『「坊っちゃん」の時代-凛冽たり近代・なお生彩あり明治人』の執筆のきっかけとなり、それぞれのターニングポイントとなった。

## 映画
1992年3月20日公開「事件屋稼業」
- 製作 - ジャパンホームビデオ
- 監督 - 福岡芳穂
- 脚本 - 橋本裕志
- 出演 - 菅田俊（深町丈太郎）、水島かおり（横田有希）、石丸謙二郎、大杉漣、内藤剛志

## オリジナルビデオ
2000年版「男たちの墓標 事件屋稼業」
- 製作 - ミュージアム
- 監督 - 小笠原直樹
- 脚本 - 鴨義信
- 出演 - 古尾谷雅人（深町丈太郎）、黒田美樹、嶋大輔、鹿沼えり、螢雪次朗、井筒和幸、西岡德馬

## テレビドラマ
2013年から2014年までフジテレビ系「金曜プレステージ」で放送されたテレビドラマシリーズ。全2回。主演は寺尾聰。

### キャスト

#### レギュラー
深町丈太郎
演 - 寺尾聰
「深町探偵事務所」を営む探偵。五島田が扱う事件の手柄は彼が調べたもの。
杉本麗子
演 - 佐藤江梨子
探偵事務所が入るビルの家主で杉本歯科医院の歯科医の美女。原作の杉本歯科医の立場を担う。
川島カオリ
演 - 広瀬アリス
丈太郎の娘。父を「丈太郎」と呼び捨てにする。
五島田正春
演 - 竹中直人
警視庁捜査一課管理官。「手柄が欲しいよりも庶民の生活を守りたい」と公言する警視庁のエースだが、裏で丈太郎が調べた手柄を横取りしたものである。

#### ゲスト
第1作「相棒は悪徳刑事と美人歯科医〜手紙が秘めた哀しき過去と父息子愛の悲劇 死の連鎖を止めて！」（2013年）
- 大西裕司（川島カオリの恋人・検察庁上層部の息子） - 永山絢斗
- 有沢さやか（矢柴法律事務所 秘書・真一の婚約者） - 宮地真緒
- 吉田（外科医・澄子の見合い相手） - 田中卓志
- ジュエリーショップ店員 - 白鳥久美子（たんぽぽ）
- 水野君枝（白川の元妻） - 野口ふみえ
- 加納佐和（資産家・28年前死亡） - 大方斐紗子
- 警官 - 増田修一朗
- 川島澄子（深町の元妻） - 増山江威子（声）
- 記者 - 藤原邦章、中津川朋広
- 漁師 - 高品剛
- 不動産屋 - 森山米次
- 刑事 - 佐伯晃
- 矢柴修一郎（矢柴法律事務所 所長） - 佐野史郎
- 矢柴法律事務所 受付嬢 - 伊田麻友香
- 水野真一（矢柴法律事務所 弁護士・白川と君枝の息子） - 眞島秀和（7歳：首藤勇星）
- 白川秀夫（ホームレス・28年前の「下田資産家老女殺害事件」で服役していた男） - ミッキー・カーチス
- その他 - 加門良、山田竜史、ジェイド・フルタ

第2作「依頼人失踪!? 20年前の事故は殺人…死者の告発文と闇組織の陰謀に迫る!! 探偵深町に隠し子…!? 悲しすぎる愛の物語」（2014年）
- 芹沢結希（利佳子の娘） - 岡本あずさ
- 村上（住職・元教師） - 桂小枝
- 越前（地権者） - 内場勝則
- 大木（たこ焼き屋「あっちち本舗」店主） - 石田靖
- 帽子屋店長 - バッファロー吾郎A（バッファロー吾郎）
- 大阪の警官 - 小堀裕之、川谷修士（2丁拳銃）
- 用心棒 - 高山善廣
- 居酒屋・女将 - 馬場園梓（アジアン）
- 安田（串カツ屋・本名「土門康夫」） - ほっしゃん。
- 暴力団「黒崎会」組員 - 中條健一、尾崎一彦
- 小澤（暴力団「黒崎会」組員） - 龍坐
- 安斉（「セリザワH&R」秘書） - 高品剛
- 林 - 外川貴博
- 「セリザワH&R」取締役 - 納見俊三千
- 帽子屋店員 - 末原拓馬
- 榊賢作（「セリザワH&R」専務） - 国広富之
- 芹沢利佳子（「セリザワH&R」副社長・旧姓「大庭」） - 大塚寧々
- その他 - 河野マサユキ

### スタッフ
- 脚本 - 酒巻浩史、高橋悠也
- 演出 - 山本剛義、酒井聖博
- EDテーマ - 寺尾聰「SMILE」
- サウンドデザイン - 石井和之
- 警察監修 - 伊藤鋼一
- 技術協力 - フォーチュン
- 美術協力 - アックス
- 照明協力 - Kカンパニー
- CG - マリンポスト
- 編集・MA - ブル、アムレック
- プロデュース - 浅野敦也（ドリマックス・テレビジョン）、塩村香里（ドリマックス・テレビジョン / 第2作）
- 制作著作 - ドリマックス・テレビジョン

### 放送日程
- 第1作は2012年12月7日に放送する予定だったが延期となった（12月5日に十八代目中村勘三郎が逝去し、追悼特別番組が放送されたため）。

| 話数 | 放送日        | サブタイトル                                                                                              | 脚本     | 演出     | 視聴率 |
| ---- | ------------- | --- | -------- | -------- | ------ |
| 1    | 2013年5月17日 | 相棒は悪徳刑事と美人歯科医〜 手紙が秘めた哀しき過去と父息子愛の悲劇 死の連鎖を止めて！                    | 酒巻浩史 | 山本剛義 | 12.8%  |
| 2    | 2014年1月31日 | 依頼人失踪!? 20年前の事故は殺人…死者の告発文と闇組織の陰謀に迫る!! 探偵深町に隠し子…!? 悲しすぎる愛の物語 | 高橋悠也 | 酒井聖博 | 08.3%  |

- 視聴率はビデオリサーチ調べ、関東地区・世帯

## 関連作品
- ありふれた愛に関する調査（1992年、アルゴプロジェクト）関川の連作集が原作の映画化作品だが、奥田瑛二扮する主人公は、明らかに深町丈太郎なんだが、作中では『探偵』としか語られていない。尚、エピソードに本作から取られた物もある。

## 備考
2005年3月2日放送のBSマンガ夜話（第32弾）において本作が取り上げられ、ゲストとして出演した関川夏央により続編の可能性が示唆されている。